# 강신일
강신일(姜信一, 1960년 11월 26일 ~ )은 대한민국의 배우이다.

## 학력
- 경기대학교 전자공학 (학사)

## 출연 작품

### 드라마
- 2004년 SBS 드라마스페셜 《햇빛 쏟아지다》 ... 남 반장 역
- 2004년 MBC 단막극 《베스트 극장 - 액션배우 정맑음》 ... 마 감독 역
- 2004년 KBS2 월화 미니시리즈 《오! 필승 봉순영》 ... 민기백 전무 역
- 2005년 SBS 주말 미니시리즈 《그린 로즈》 ... 조 수사관 역
- 2005년 KBS2 수목 특별기획 드라마 《부활》 ... 서재수 역
- 2006년 SBS 월화 미니시리즈 《연애시대》 ... 맞선남 역(특별출연)
- 2006년 KBS2 월화 미니시리즈 《안녕하세요 하느님》 ... 장필구 역
- 2006년 OCN 금요 미니시리즈 《썸데이》 ... 재덕 부 역
- 2007년 tvN 4부작 수목 미니시리즈 《인어 이야기》 ... 강 형사 역
- 2007년 KBS2 월화 미니시리즈 《꽃 찾으러 왔단다》 ... 최필구 역
- 2007년 후난위성텔레비전 중국드라마 《순백지련》 (중국 진출작)
- 2007년 SBS 주말극장 《황금신부》 ... 강우남 역
- 2008년 tvN 금요 미니시리즈 《미스터리 형사》 ... 강 과장 역
- 2009년 MBC 수목 특별기획 드라마 《돌아온 일지매》 ... 강세욱 역
- 2009년 MBC 수목 미니시리즈 《맨땅에 헤딩》 ... 이충렬 역
- 2010년 KBS2 월화 미니시리즈 《국가가 부른다》 ... 신기준 처장 역
- 2010년 MBC 수목 미니시리즈 《개인의 취향》 ... 박철한 역
- 2010년 MBC 주말 특별기획 드라마 《김수로》 ... 선도 역
- 2010년 KBS2 수목 미니시리즈 《프레지던트》 ... 이치수 역
- 2011년 MBC 월화 특별기획 드라마 《짝패》 ... 성 초시 역
- 2011년 SBS 월화 미니시리즈 《내게 거짓말을 해봐》 ... 공준호 역
- 2011년 JTBC 수목 특별기획 드라마 《발효가족》 ... 이기찬 역
- 2011년 MBC 주말 특별기획 드라마 《무신》 ... 수법 역
- 2012년 SBS 월화 미니시리즈 《추적자 THE CHASER》 ... 황일관 역
- 2012년 tvN 월,화,수,목 일일연속극 《유리 가면》 ... 강인철 역
- 2012년 JTBC 일일연속극 《가시꽃》 ... 전인철 역
- 2013년 MBC 수목 미니시리즈 《남자가 사랑할 때》 ... 서경욱 역
- 2013년 SBS 주말극장 《열애》 ... 한성복 역
- 2013년 KBS2 수목 미니시리즈 《비밀》 ... 안인환 역
- 2013년 KBS2 단막극 《KBS 드라마 스페셜 - 불청객》 ... 국서 역
- 2014년 tvN 금토 미니시리즈 《응급남녀》 ... 오태석 역
- 2014년 SBS 월화 미니시리즈 《신의 선물 - 14일》 ... 김남준 역
- 2014년 MBC 월화 미니시리즈 《트라이앵글》 ... 황정만 역
- 2014년 OCN 토요 미니시리즈 《나쁜 녀석들》 ... 남구현 역
- 2014년 SBS 드라마스페셜 《피노키오》 ... 이영탁 역
- 2015년 KBS2 저녁 일일연속극 《다 잘될 거야》 ... 금민수 역
- 2016년 KBS2 수목 미니시리즈 《태양의 후예》 ... 윤길준 중장 역
- 2016년 tvN 금토 미니시리즈 《기억》 ... 김선호 역
- 2016년 KBS2 월화 미니시리즈 《동네변호사 조들호》 ... 장신우 역
- 2016년 MBC 저녁 일일연속극 《다시 시작해》 ... 나봉일 역
- 2017년 SBS 월화 미니시리즈 《귓속말》 ... 신창호 역
- 2017년 JTBC 금토 미니시리즈 《맨투맨》 ... 임석훈 국정원장 역
- 2017년 KBS2 수목 미니시리즈 《7일의 왕비》 ... 임사홍 역
- 2018년 tvN 주말 미니시리즈 《라이브》 ... 형사 역(특별출연)
- 2018년 JTBC 금토 미니시리즈 《스케치》 ... 문재현 역
- 2018년 tvN 주말 특별기획 드라마 《미스터 션샤인》 ... 이정문 역
- 2018년 tvN 주말 미니시리즈 《나인룸》 ... 을지성 역
- 2018년~2019년 KBS1 저녁 일일연속극 《비켜라 운명아》 ... 허청산 역
- 2019년 KBS2 수목 미니시리즈 《닥터 프리즈너》 ... 김상춘 역
- 2020년 JTBC 월화 미니시리즈 《날씨가 좋으면 찾아가겠어요》 ... 임종필 역
- 2020년 SBS 월화 미니시리즈 《아무도 모른다》 ... 서상원 역
- 2020년 KBS2 저녁 일일연속극 《위험한 약속》 ... 강일섭 역
- 2020년 KBS2 수목 미니시리즈 《영혼수선공》 ... 고상모 역
- 2021년 KBS2 월화 미니시리즈 《경찰수업》... 서상학 역
- 2021년 OCN 주말 미니시리즈 《키마이라》 ... 한주석 역
- 2022년 KBS2 월화 미니시리즈 《붉은 단심》 ... 김치원 역
- 2023년 MBC 금토 미니시리즈 《조선 변호사》 … 청산 다복리의 이장 역
- 2023년 MBC 금토 미니시리즈 《넘버스 : 빌딩숲의 감시자들》 ... 진태수 역
- 2023년~2024년 KBS 대하드라마 《고려거란전쟁》...  진관대사 역
- 2023년 ENA 월화 미니시리즈 《사랑한다고 말해줘》 … 정지평 역
- 2024년 KBS 월화 미니시리즈 《환상연가》 … 진무달 역
- 2024년 SBS 금토 미니시리즈 《지옥에서 온 판사》 ... 원창선 역

### 영화
- 1988년 영화 《칠수와 만수》
- 1999년 영화 《이재수의 난》 ... 마찬삼 역
- 2001년 영화 《친구》
- 2002년 영화 《공공의 적》 ... 엄 반장 역
- 2002년 영화 《광복절 특사》 ... 김치국 역
- 2003년 영화 《청풍명월》 ... 주상 역
- 2003년 영화 《실미도》 ... 조근재 (684부대 제 2조장) 역 (첫 천만영화)
- 2003년 영화 《천년호》 ... 문수 역
- 2004년 영화 《썸》 ... 오 반장 역
- 2005년 영화 《공공의 적 2》 ... 김신일 역
- 2005년 영화 《미스터 소크라테스》 ... 범표 역
- 2006년 영화 《도마뱀》 ... 조강 부 역
- 2006년 영화 《우리들의 행복한 시간》 ... 이 주임 역
- 2006년 영화 《한반도》 ... 김홍순 내관 증손 / 도굴전과 7범 김유식 역
- 2007년 영화 《검은 집》 ... 박충배 역
- 2008년 영화 《강철중: 공공의 적 1-1》 ... 엄 반장 역
- 2009년 영화 《내 사랑 내 곁에》 ... 지수 부, 이학천 역(특별출연)
- 2009년 영화 《7급 공무원》 ... 노 박사 역
- 2009년 영화 《트라이앵글》 ... 손 부사장 역
- 2010년 영화 《작은 연못》 ... 강씨 역
- 2010년 영화 《이끼》 ... 지검장 역
- 2011년 영화 《심장이 뛴다》 ... 최 원장 역
- 2011년 영화 《글러브》 ... 교감 역
- 2011년 영화 《오직 그대만》 ... 최 관장 역
- 2012년 영화 《연가시》 ... 황 박사 역
- 2013년 영화 《전설의 주먹》 ... 조 국장 역
- 2013년 영화 《천안함 프로젝트》 ... 내레이션 / 변호사 역
- 2013년 영화 《공범》 ... 한상수 역
- 2014년 영화 《씨, 베토벤》 ... 베토벤 역
- 2016년 영화 《대배우》 ... 대호 역
- 2016년 영화 《판도라》 ... 공씨 역
- 2017년 영화 《프리즌》 ... 노 국장 역(특별출연)
- 2017년 영화 《로마의 휴일》 ... 안 반장 역
- 2018년 영화 《수성못》 ... 박씨 역
- 2019년 영화 《블랙머니》 ... 장 수사관 역
- 2019년 영화 《집 이야기》 ... 진철 역
- 2020년 영화 《저 산 너머》 ... 윤 신부 역
- 2020년 영화 《너의 기억》 ... 최 의원 역
- 2021년 영화 《내겐 너무 소중한 너》 ... 연주 부 역
- 2022년 영화 《니 부모 얼굴이 보고 싶다》 ... 오중섭 역
- 2023년 영화 《멍뭉이》
- 2024년 영화 《1980》 ... 아버지 역
- 2024년 영화 《결혼, 하겠나?》 ... 한철구 역 (선우의 아빠)

### 광고
- 2008년 농심 짜파게티(신다은)
- 2024년 라이나생명(차화연)

### 공연
- 2015년 《슬픈 인연》
- 2016년 《양덕원 이야기》
- 2016년 《레드》

### 텔레비전 프로그램
- 2012년 TV조선 《허생,조선의 뒷골목을 거닐다》 ... 프리젠터
- 2013년 MBN 《추적르포 워칭》 ... MC
- 2016년 EBS1 《EBS 다큐프라임 - 한반도 대서사시 나무》 1부 맹씨행단 은행나무의 고백 ... 내레이션
- 2017년 SBS 《내 생애 단 하나의 기억 - 천국사무소》
- 2018년 KBS1 《UHD 이미지 다큐 10부작 음악의 정원》 ... 내레이션
- 2018년 울산방송 《태화강 다리위의 인문학》 ... 내레이션
- 2018년 KBS1 《다큐공감 257회 : 호도 5남매 다시 한솥밥 먹다》 ... 내레이션
- 2018년 KBS1 《다큐공감 268회 : 청년, 북을 높이 울려라》 ... 내레이션
- 2019년 MBC 《미스터리 음악쇼 복면가왕》
- 2019년 KBS1 《다큐공감 209회 : 살아온 100년 살아갈 100년 - 청년, 청년을 만나다》 ... 내레이션
- 2021년 KBS1 《다큐On 50회 : 용산공원 2부작 1부 - 안과 밖, 두 개의 시선 / 2부 - 경계, 허물다》 ... 내레이션
- 2022년 KBS1 《다큐On 124회 : 캠프 서빙고, 용산기지 그리고 용산공원》 ... 내레이션
- 2022년 KBS1 《다큐On 130회 : 푸른 눈의 조선인, 100년의 러브레터》 ... 내레이션
- 2022년 KBS1 《우크라이나 침공 100일 특집 2부작 1부 - 포화 속으로》 ... 내레이션
- 2022년 KBS1 《다큐On 145회 : 6.25 기획 - 김치 1호, 나의 이름은》 ... 내레이션
- 2022년 KBS1 《다큐On 147회 : 세상을 바꾸는 작은 생각》 ... 내레이션

### 라디오 프로그램
- 2015년 EBS 《EBS 책 읽는 라디오 낭독 시리즈》

## 수상
| 연도 | 시상식                | 부문              | 작품      | 결과 |
| ---- | --------------------- | ----------------- | --------- | ---- |
| 2002 | 제10회 춘사대상영화제 | 올해의 조연연기상 | 공공의 적 | 수상 |
| 2020 | 제7회 들꽃영화상      | 남우주연상        | 집 이야기 | 후보 |